# ولتاژ شکست

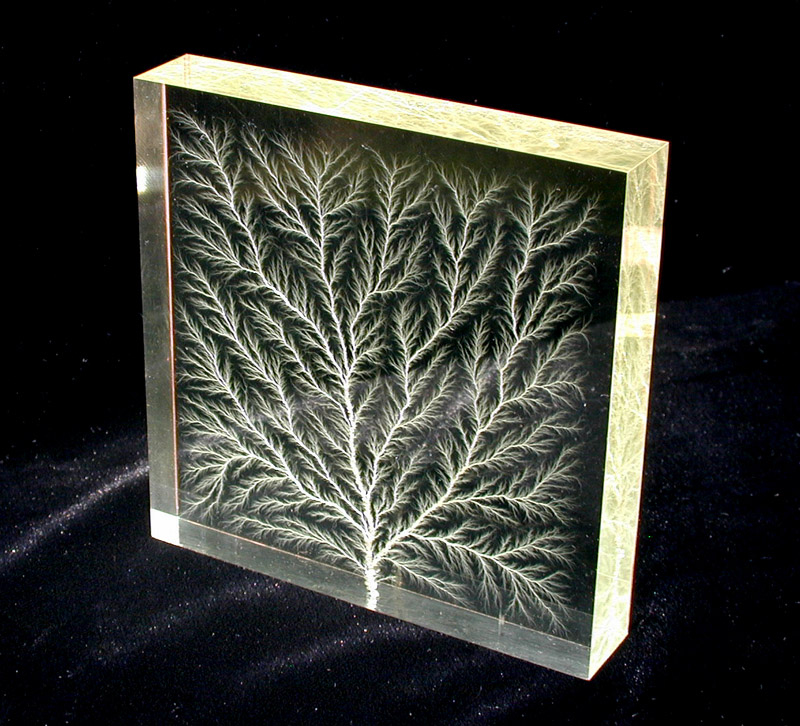
شکست الکتریکی در یک پلی (متیل متاکریلات)

ولتاژ شکست یک عایق، حداقل ولتاژی است که باعث می‌شود قسمتی از عایق رسانای الکتریکی می‌شود و جریان الکتریکی را عبور دهد.

## جامدات
ولتاژ شکست در جامدات به حداکثر ولتاژی گفته می‌شود که می‌تواند دو سر یک عایق جامد قرار بگیرد بدون اینکه عایق بشکند و به رسانا تبدیل شود.

## گازها و خلا
در گازها شکست الکتریکی را می‌توان با استفاده از قانون پاشن محاسبه کرد.
رابطۀ شکست در خلا به صورت زیر است: 
{\displaystyle V_{\mathrm {b} }={\frac {Bpd}{\ln Apd-\ln(\ln(1+{\frac {1}{\gamma _{\mathrm {se} }}}))}}}

## دیودها و نیمه رساناها

نمودار جریان بر حسب ولتاژ دیود

ولتاژ شکست یکی از مهم‌ترین مشخصه‌های دیود است. طبق تعریف، ولتاژ شکست عبارت است از حداقل ولتاژی که در بایاس معکوس در دو سر دیود (یا هر پیوند PN دیگر) قرار می‌گیرد و باعث افزایش شدید و ناگهانی جریان معکوس می‌شود. اساساً کار کردن دیود در ناحیه شکست به خودی خود مشکلی را برای دیود ایجاد نمی‌کند بلکه به دلیل اینکه پس از عبور از ولتاژ شکست، جریان در جهت معکوس به شدت افزایش می یابد و این افزایش تولید حرارت زیادی می‌کند، اگر ولتاژ معکوس، محدود نشود و دیود نتواند این حرارت را به محیط اطراف دفع کند حتماً صدمه دیده و می سوزد. اصولا این قاعده در بایاس مستقیم هم حاکم است و اگر مقدار جریان مستقیم دیود بیش از یک مقدار معین باشد، بدنه آن داغ شده و از بین می‌رود. دیود زنر به دلیل اینکه از نیمه هادی با ناخالصی بالا ساخته می‌شود، ولتاژ شکست پایین آمده و به تبع آن جریان معکوس در بازه‌ای متعارف باقی می‌ماند و دیود داغ نمی‌شود هر چند که برای دیود زنر هم یک مقدار بیشینه برای جریان معکوس وجود دارد و عبور از آن باعث افزایش تلفات گرمایی و از بین رفتن دیود می‌شود.